# All the Right Reasons
All The Right Reasons — пятый студийный альбом канадской рок-группы Nickelback, выпущенный 4 октября 2005 года, первый альбом группы с экс-барабанщиком 3 Doors Down Дэниелом Адэром, который заменил Райана Викедаля в январе 2005. Альбом возглавил чарты Canadian Albums Chart и американский Billboard 200 и был продан тиражом более чем в 11 миллионов копий по всему миру. В конце 2008 года All The Right Reasons был признан одним из самых хорошо продающихся альбомов, коим остается и на сегодняшний день согласно сертификатам CRIA, RIAA и BPI. В альбоме было представлено семь синглов.
7 октября 2009 года All The Right Reasons в восьмой раз стал платиновым по версии RIAA, что делает его одним из 200 самых лучших альбомов всех времён в США. В США All The Right Reasons был распродан тиражом 7 582 000 копий по состоянию на март 2012 года. В Канаде All The Right Reasons был семикратно признан платиновым согласно CRIA в марте 2010.

## Коммерческие достижения
Этот альбом был третьим подряд альбомом No. 1 для группы. На их родине, в Канаде, продано более 60 000 копий в первую же неделю, учитывая, что их первые альбомы, Silver Side Up и The Long Road, продались тиражом 43,000 и 45,000 копий. Альбом дебютировал #1 в Американском чарте Billboard 200, продажи в первую неделю в США составили 323,350 копий. В США, на сегодняшний день, альбом продан тиражом в 8 миллионов копий. Альбом не падал ниже #10 в Billboard 200 даже на 99-й, 100-й, 101-й и 102-й неделе пребывания в чарте. Альбом не опускался ниже #30 в Billboard 200 и на 110-й неделе прибывания в чарте, что делает альбом NickelBack одним из 30-ти лучших альбомов по версии Billboard 200, после альбома Shania Twain, "Come On Over ", который продержался 123 недели в тридцатке лучших со времени выхода.
Кроме того, пять синглов с альбома попали в двадцатку лучших синглов Hot 100 в США, («Photograph», «Savin' Me», «Far Away», «If Everyone Cared» и «Rockstar»), что делает его одним из немногих рок альбомов, который когда-либо попадал с пятью или более синглами в двадцатку лучших хитов США. «Photograph», «Far Away», и «Rockstar» попали в десятку лучших синглов на Hot 100, сделав Nickelback первой рок-группой 2000-х (десятилетия), у которой более трёх синглов с одного альбома попали в десятку хитов.

## Критика
| Оценки критиков      | Оценки критиков |
| Источник             | Оценка          |
| -------------------- | --------------- |
| Allmusic             | [ 1 ]           |
| Entertainment Weekly | (B)             |
| Mojo                 | [ 7 ]           |
| The New York Times   | [ 8 ]           |
| Q                    | [ 7 ]           |
| Rolling Stone        | [ 9 ]           |

Несмотря на коммерческий успех альбома, All Right Reasons получил смешанный балл 41 из 100 на Metacritic на основе 9 отзывов и 4,2 из 10 от пользователей Metacritic, что сделало его 21-м альбомом с самым низким рейтингом с момента существования сайта. Несмотря на преимущественно негативные отзывы, Entertainment Weekly объясняла успех альбома следующим образом: «Что будет, если решение Nickelback позволить музыке говорить самой за себя, по иронии судьбы, станет причиной больших продаж?»

## Список композиций
Обычное издание
Все тексты написаны Чедом Крюгером, вся музыка написана Nickelback.
| №                   | Название                          | Длительность |
| ------------------- | --------------------------------- | ------------ |
| 1.                  | «Follow You Home»                 | 4:20         |
| 2.                  | «Fight for All the Wrong Reasons» | 3:43         |
| 3.                  | «Photograph»                      | 4:19         |
| 4.                  | «Animals»                         | 3:06         |
| 5.                  | «Savin' Me»                       | 3:39         |
| 6.                  | «Far Away»                        | 3:58         |
| 7.                  | «Next Contestant»                 | 3:35         |
| 8.                  | «Side of a Bullet»                | 3:00         |
| 9.                  | «If Everyone Cared»               | 3:38         |
| 10.                 | «Someone That You're With»        | 4:01         |
| 11.                 | «Rockstar»                        | 4:14         |
| Общая длительность: | Общая длительность:               | 41:33        |

Австралийское издание
1. «Someday» — 3:25 (live acoustic version)

Japanese Edition
1. «We Will Rock You» — 2:00 (Queen cover)
2. Follow You Home (live) 4:39

## Специальное издание
Специальное издание этого альбома было выпущено 10 июля 2007 года. В нём есть набор из 2-х дисков: эксклюзивный бонус-трек «Photograph», обои с участниками Nickelback, а также три ранее неизданных лайв-трека и одна ремикс-версия «Photograph». Бонусный DVD включает в себя четыре видеоролика, закулисный тур-дневник и интервью.
Специальное издание
1. «Photograph» (live)
2. «Animals» (live)
3. «Follow You Home» (live)

Wal-Mart Exclusive Special Edition
1. «Never Again» (live)

Special Edition DVD
1. «Photograph» (music video)
2. «Savin' Me» (music video)
3. «Far Away» (music video)
4. «If Everyone Cared» (music video)
5. Behind-the-scenes tour diary
6. Interviews

## Участники записи
| Nickelback - Чед Крюгер — вокал, гитара - Райан Пик — ритм-гитара, бэк-вокал - Майк Крюгер — бас-гитара - Дэниел Адэр — ударные, бэк-вокал - Билли Гиббонс — гитара и бэк-вокал в «Follow You Home» и «Rockstar» - Timmy Dawson — пианино в «Savin' Me» и «If Everyone Cared» - Brian Larson — strings on «Far Away» - Даймбэг Даррелл — guitar solo (sample) on «Side of a Bullet» - Chris Gestrin — organ on «Rockstar» | Второстепенные участники - Joey Moi — production, engineering, digital editing - Randy Staub — mixing - Mike Shipley — mixing on «Photograph» and «Far Away» - Zach Blackstone — mixing assistance - Brian Wohlgemuth — mixing assistance on «Photograph» and «Far Away» - Ryan Andersen — digital editing - Ted Jensen — mastering - Richard Beland — photography - Kevin Estrada — photography |

## Чарты
| Страна             | Место |
| ------------------ | ----- |
| Австралия          | 2     |
| Австрия            | 7     |
| Канада             | 1     |
| Дания              | 32    |
| Финляндия          | 21    |
| Бельгия (Фландрия) | 35    |
| Бельгия (Валлония) | 88    |
| Франция            | 67    |
| Ирландия           | 4     |
| Нидерланды         | 20    |
| Германия           | 4     |
| Новая Зеландия     | 1     |
| Швеция             | 22    |
| Швейцария          | 4     |
| Великобритания     | 2     |
| США                | 1     |
| США (Digital)      | 2     |
| США (Rock)         | 1     |
| США (Hard Rock)    | 1     |
| США (Alternative)  | 1     |
| США (Catalog)      | 4     |

### Синглы
| Название            | Позиции | Позиции         | Позиции        | Позиции           | Позиции | Позиции | Позиции | Позиции | Позиции | Позиции | Позиции | Позиции | Позиции | Позиции | Позиции | Позиции | Позиции | Сертификация                                  |
| Название            | U.S.    | U.S. Main. Rock | U.S. Alt. Rock | U.S. Adult Top 40 | U.S. AC | CAN     | AUS     | GER     | AUT     | IRE     | ITA     | NED     | NZ      | SWE     | SWI     | UK      | UK Rock | Сертификация                                  |
| ------------------- | ------- | --------------- | -------------- | ----------------- | ------- | ------- | ------- | ------- | ------- | ------- | ------- | ------- | ------- | ------- | ------- | ------- | ------- | --------------------------------------------- |
| «Photograph»        | 2       | 1               | 3              | 1                 | 16      | 1       | 3       | 18      | 2       | 24      | 2       | 4       | 4       | 40      | 27      | 18      | 1       | - CAN: Platinum - US: 2x Platinum - AUS: Gold |
| «Animals»           | 97      | 1               | 16             | —                 | —       | —       | 27      | —       | —       | —       | —       | —       | —       | —       | —       | —       | —       |                                               |
| «Savin' Me»         | 19      | 11              | 29             | 2                 | 29      | 2       | 18      | 72      | 43      | 47      | —       | 25      | 9       | —       | 82      | 77      | —       |                                               |
| «Far Away»          | 8       | —               | —              | 1                 | 5       | 1       | 2       | 25      | 22      | 17      | —       | 18      | 2       | 51      | 41      | 40      | —       | - US: 2x Platinum - AUS: Gold                 |
| «Rockstar»          | 6       | 4               | 37             | 6                 | —       | 13      | 2       | 23      | 5       | 2       | —       | 25      | —       | 10      | 14      | 2       | 1       | - US: 4x Platinum - UK: Platinum - DEN: Gold  |
| «If Everyone Cared» | 17      | 37              | —              | 1                 | 17      | 1       | 32      | 18      | 12      | 7       | —       | 99      | —       | —       | 19      | 15      | —       |                                               |
| «Side of a Bullet»  | —       | 7               | —              | —                 | —       | —       | —       | —       | —       | —       | —       | —       | —       | —       | —       | —       | —       |                                               |

## Сертификации
| Страна         | Сертификация  |
| -------------- | ------------- |
| Австралия      | 4x Платиновый |
| Австрия        | Золотой       |
| Канада         | 7x Платиновый |
| Нидерланды     | Золотой       |
| Германия       | 3x Золотой    |
| Новая Зеландия | 3x Платиновый |
| Швейцария      | Золотой       |
| Великобритания | 2x Платиновый |
| США            | 8x Платиновый |